# Blücher (1937)
Pour les articles homonymes, voir Blücher.
Le Blücher était un croiseur lourd, le second de la classe Admiral Hipper de la marine allemande. Celui-ci fut construit sur le chantier naval Deutsche Werke de Kiel (Allemagne) avant la Seconde Guerre mondiale.
Il porte le nom du maréchal de camp prussien Gebhard Leberecht von Blücher (1742-1819).

## Construction
Le Blücher a été commandé par la Kriegsmarine au chantier naval Deutsche Werke à Kiel. Sa quille a été posée le 15 août 1936. Le navire a été lancé le 8 juin 1937, et mis en service le 20 septembre 1939, date à laquelle il a été réceptionné dans la flotte allemande.
Le Blücher était long de 202,8 m et large de 21,3 m avec un tirant d'eau maximal de 7,74 m. Il avait un déplacement standard de 16 170 tonnes et à pleine charge de 18 500 tonnes. Il était propulsé par trois hélices mues chacune par une turbine à vapeur ; douze chaudières au mazout leur fournissait la vapeur à haute-pression. La vitesse maximum du bateau était de 32 nœuds (59 km/h), à la puissance de 132 000 chevaux-vapeur (98 000 kW). À son lancement, son équipage consistait en 42 officiers et 1 340 militaires officiers mariniers, quartier-maîtres et matelots.
La ceinture blindée du Blücher était épaisse de 70 à 80 mm ; son pont supérieur était blindé 12 à 30 mm tandis que le pont blindé principal était épais de 20 à 50 mm.
Les tourelles principales avaient un blindage de 105 mm sur la face avant et 70 mm d'épaisseur sur les côtés.
L'artillerie principale du Blücher se composait de huit canons de 203 mm SK C/34 en quatre tourelles doubles, superposées, deux en chasse à l'avant et deux en fuite à l'arrière. Son artillerie anti-aérienne se composait de douze canons de 105 mm en tourelles doubles, douze canons de 37 mm en six affûts doubles, et huit canons de 20 mm en affut simple. Le navire était aussi doté de quatre plateformes lance-torpilles triples de 533 mm, deux de chaque bord. Il embarquait deux hydravions Arado Ar 196 mis en l'air au moyen d'une catapulte.

## Histoire

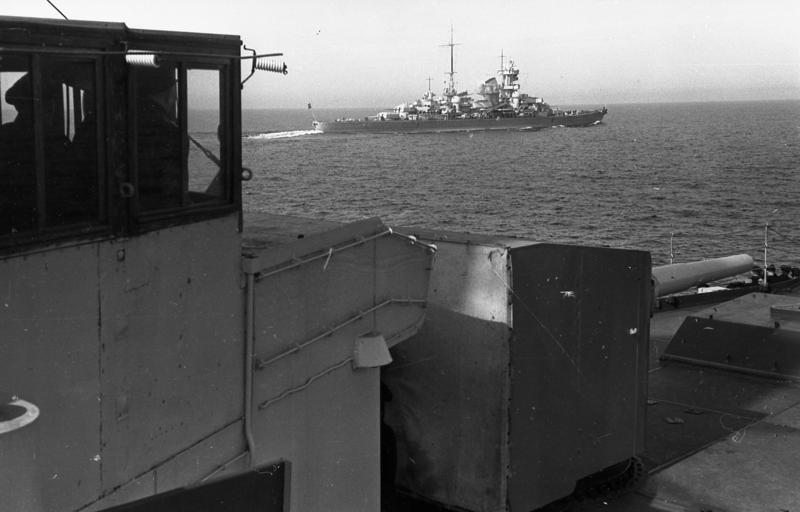
Le Blücher en route pour la Norvège, vu depuis le croiseur léger Emden

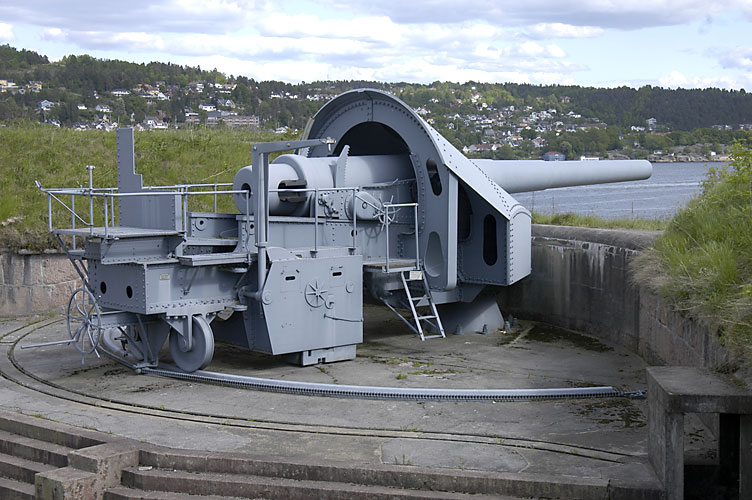
Un des canons de 280 mm de la forteresse d'Oscarsborg

Parcours du Blücher dans le fjord d'Oslo

Le Blücher commence sa carrière comme navire-école dans la mer Baltique.
Sa première et dernière mission de guerre eut lieu lors de l'invasion de la Norvège le 9 avril 1940, pendant l'opération Weserübung qui se termine par sa perte lors de la bataille du détroit de Drøbak.
Le 9 avril 1940 à 3 h 40, le Blücher entre dans l'Oslofjord.
À 4 h 40, il est éclairé par des projecteurs norvégiens.
À 5 h 21, il est touché par les obus de 280 mm de la forteresse d'Oscarsborg. Les impacts tombent sur la conduite de tir avant, rendant les canons l'artillerie de chasse inutilisable.
À 5 h 25, le Blücher est de nouveau atteint par les canons de 280 mm de Drøbak. Ce second tir touche le hangar de l'hydravion. Le combustible de l'Arado Ar 196 se répand et provoque un incendie.
À 5 h 30, le croiseur lourd est atteint par deux torpilles, lancées de la forteresse de Kaholm Nord. Ce troisième tir est fatal. Les torpilles atteignent les compartiments machines. Ne pouvant plus manœuvrer, le bâtiment dérive alors vers la côte.
À 6 h 22, le Blücher coule à proximité d'Askholmene. Il est le seul navire à avoir été coulé par des torpilles lancées depuis la côte, durant le second conflit mondial.
L'épave repose par 90 mètres de fond. C'est une sépulture maritime qui renferme encore les corps de nombreux marins.

## Galerie

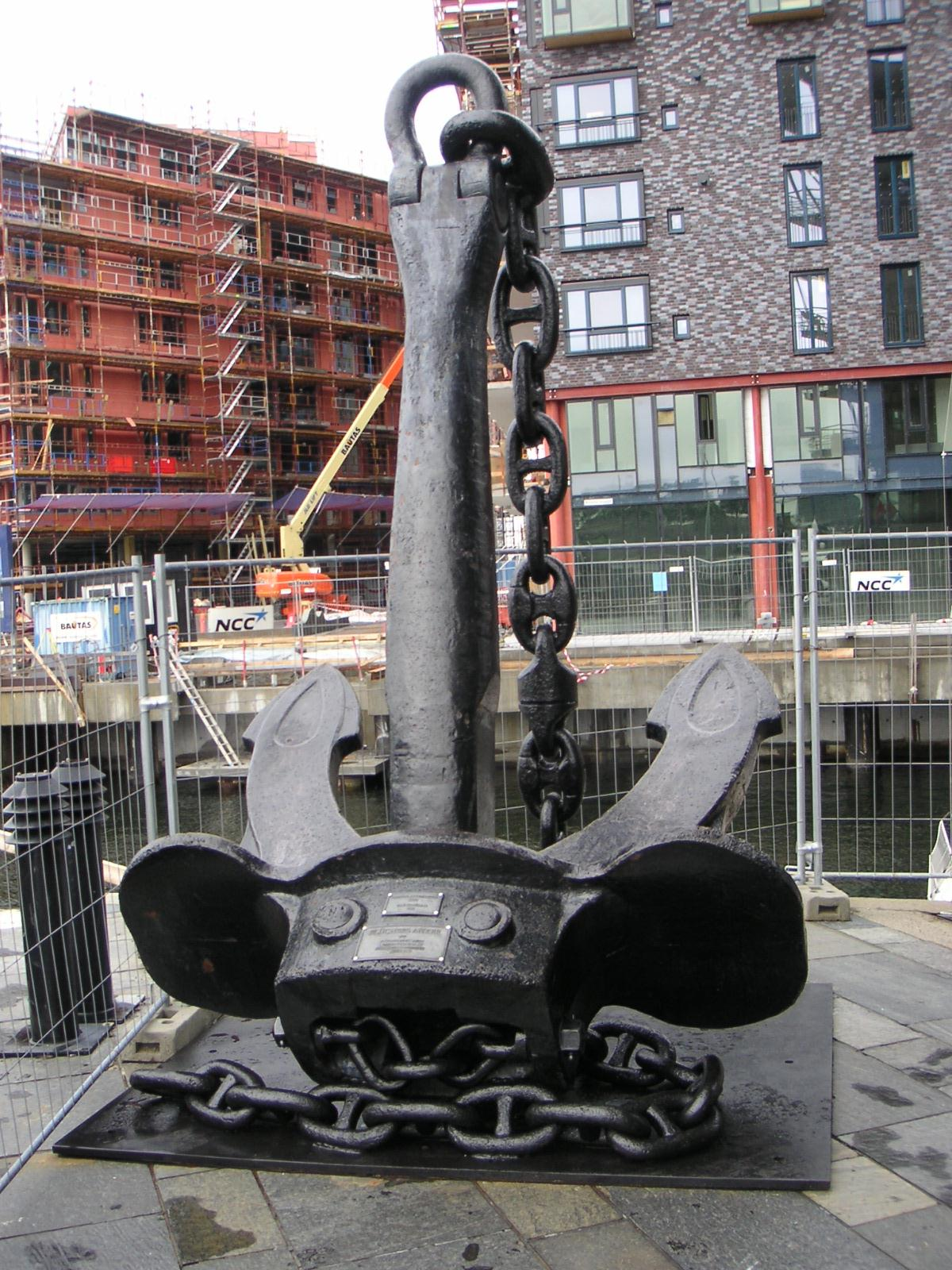
Une ancre du Blücher
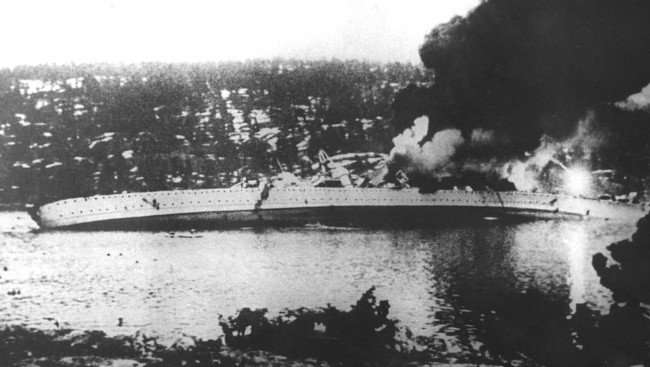
Chavirage du Blücher

## Risque écologique actuel
L'épave gisant à une profondeur d'environ 90 m a été vendue par le gouvernement norvégien en 1949 à Einar Hövding pour 10 000 couronnes (soit 3 000 euros). Hövding avait acheté la plupart des épaves dans les eaux norvégiennes afin de les exploiter (le Tirpitz inclus). Diverses initiatives pour récupérer le navire ont été lancées mais elles ont toutes échoué.
Au début des années 1990, une quantité de pétrole d'environ 50 litres par jour fuyait du navire. Une action a été alors lancée en 1994 pour pomper au moins une partie du pétrole de l'épave. Des réservoirs de carburant ont été percés et le pétrole extrait. 1 600 tonnes de fuel ont été pompées, deux ancres, une hélice en bronze et l'hydravion de reconnaissance Arado Ar 196, intact, sur sa catapulte ont été remontés. L'hydravion, l'un des rares exemplaires qui restent, est au musée de l'aviation de Stavanger en Norvège. Les trous percés ont ensuite été scellés de sorte que les résidus ne puissent pas s'échapper. Néanmoins 47 réservoirs demeurent remplis, la présence de roches rendant l'aspiration du pétrole impossible. De plus, la poupe repose sur un rocher, environ cinq mètres plus haut que le reste du navire.

### Source
- Dictionnaire américain des bateaux de guerre : Carlos V (cruiser, 1895-1933